# Das Ehepaar
Das Ehepaar ist eine Erzählung von Franz Kafka, die 1922 entstand und postum veröffentlicht wurde. Sie schildert Vorgänge in einem Kaufmannshaushalt und die enge Verbundenheit eines alten Ehepaares.

## Inhalt
Der Erzähler, ein Geschäftsmann in derzeit schlechter Geschäftslage, besucht einen früheren Kunden, von dem er lange nichts gehört hat. Der Kunde (je nach Fassung N. oder K. genannt) ist alt und krank und nicht mehr in seinen Geschäftsräumen anzutreffen. Daher geht der Erzähler – unwillig allerdings – in die Privatwohnung des K.
Das alte Ehepaar ist soeben heimgekehrt und befindet sich im Zimmer des kranken Sohnes, der bereits im mittleren Alter ist. Dort hat sich auch ein Konkurrent des Erzählers, ein anderer Geschäftsmann, eingefunden. Der Erzähler ist über diese ganze Konstellation sehr unzufrieden, aber er versucht doch seine Geschäfte mit K. in Gang zu bringen. Plötzlich erkennen die Anwesenden eine große Schwäche des alten K. und erleben scheinbar seinen Tod.
Diesen versucht man der Ehefrau beizubringen, die sich vorher aufopfernd um ihren Mann gekümmert und ihn bedient hat. Sie eilt zu ihm, meint, er sei eingeschlafen, küsst ihn – und er wacht auf. Mit hingebettet auf das Lager des kranken Sohnes widmet sich der Alte nun mit Scharfblick den Geschäftsverhandlungen. Zu einem Abschluss mit dem Erzähler oder dem Konkurrenten kommt es nicht.
Eingeflochten in die Geschichte ist die Darstellung von Zwangshandlungen beim Erzähler und seinen Konkurrenten. Der erste muss immer auf und ab gehen, der zweite setzt ständig seinen Hut auf und ab.
Im Hinausgehen sagt der Erzähler noch zu Frau K., sie erinnere ihn mit ihren Heilkräften an seine Mutter. Sie geht darauf nicht ein, sondern fragt, wie man das Aussehen ihres Mannes beurteile. Die Geschichte endet mit den Worten: „Ach, was für misslungene Geschäftswege es gibt und man muss die Last weiter tragen“.

## Textanalyse und Personenbeschreibung

### Der Erzähler
Er ist ein Geschäftsmann mittleren Alters in einem ungeliebten Beruf, der ihn sehr belastet. Gleichzeitig ist ihm auch der menschliche Kontakt mit Einblick in die fremde Familie unbehaglich. Man erkennt in ihm einen „Gregor Samsa“ aus Die Verwandlung. Aber er muss die Last weitertragen, für ihn gibt es keine – zwar verhängnisvolle aber auch „erlösende“ – Verwandlung. Zu Frau K. sucht er am Ende eine menschliche Verbindung, auf die sie aber aus der totalen Fixiertheit auf ihren Mann gar nicht eingeht. So weist sie ihn unbedacht zurück und rundet noch zusätzlich negativ den misslungenen Besuch ab.

### Der Kaufmann K.
Obwohl alt und gebrechlich ist er noch immer ein breitschultriger, also ein stattlicher Mann. Er ist der einzige der anwesenden Männer, dem die Fürsorge einer Frau zur Verfügung steht. Und diese Fürsorge ist in einem fast peinlichen Maß total. Gegen ihn erscheinen der Erzähler, der Konkurrent und erst recht der kranke Sohn fast eunuchenhaft von weiblicher Zuwendung (und auch von Selbstbestimmung) abgeschnitten. Der alte Kaufmann dagegen bestimmt nach wie vor die geschäftlichen und familiären Abläufe, gestärkt durch die Lebenskraft seiner Frau.

### Frau K., die Mutter
Ihre selbstaufopfernde Hingabe gehört ausschließlich dem Gatten. Ihm bringt sie das angewärmte Nachthemd, während sie für sich selbst noch nicht einmal die Zeit findet, das Straßenkleid abzulegen. Hierin zeigt sich beispielhaft die gedankenlose Selbstaufgabe, in der sie aber offensichtlich völlig zufrieden ist. Für sie existiert nichts neben ihrem Mann, weder die Gäste noch der Sohn. Bezeichnend ist vor allem die völlige Ignoranz dem kranken Sohn gegenüber.

### Der Sohn
Sein bei den Eltern Wohnen und seine Krankheit machen ihn zum Unterlegenen; da ist auch keine Frau, die ihm Kraft geben könnte. Die Selbstverständlichkeit, mit der sein Zimmer, ja sogar sein Bett zum allgemeinen Aufenthalt genutzt wird, drückt die Missachtung seiner Privatsphäre und seiner ganzen Person aus. Oder ist es ein Versuch, den Sohn in die Familie einzubinden? Der Vater belegt immer weiter den Bereich des Sohnes mit seinen geschäftlichen Belangen und drängt sogar symbolträchtig im Bett den Sohn zur Seite. Der Sohn äußert keinerlei Unwillen. Er ist es, der des Vaters scheinbaren Tod zuerst entdeckt (vielleicht als Wunschvorstellung) und der in „endloses Schluchzen“ ausbricht.

## Deutungsansatz
Die symbiotische Ehekonstellation gibt dem Vater eine enorme Stärke, quasi ein zweites Leben. Für die Mutter scheint sie unwürdig, aber es ist wohl ihre Bestimmung. Der Erzähler und der Sohn sind in einer vergleichbaren Situation. Die Ähnlichkeit ist schon durch das gleiche Alter hergestellt. Beide werden von der Mutter ignoriert, weil sie nur den Vater sieht.
Der Erzähler und sein Konkurrent sind mit ihren Zwangshandlungen gekennzeichnet; sie agieren in einem sinnlosen Laufrad ihrer beruflichen Existenz.
Insgesamt wird eine Szene vorgeführt, die eine zeitliche Verlängerung der Familiensituation aus dem Brief an den Vater zu sein scheint. Auch Anklänge an die Personen aus Das Urteil, besonders in der Beschreibung des Vaters, sind zu spüren.
Dem Bild des Ehepaars wird die latente Junggesellenproblematik gegenübergestellt. Aber man darf nicht einen nahtlosen Bezug zwischen Kafkas eigenen Leben in seiner Familie und dieser Erzählung suchen. Denn auch im „Brief“ gibt es große Differenzen zwischen dieser literarischen Lebensanalyse und der Realität.

## Rezeption
- Dagmar C. Lorenz:[2] „Es fehlen den weiblichen Gestalten in Kafkas Romanen und Erzählungen als vermeintlicher oder tatsächlicher Quelle der männlichen Kraft Rang- und Machtabzeichen. Die weibliche Macht wird durch das Überleben des männlichen Charakters offenbar. Der Status, den er erreicht, ist ihre Leistung. Ihre Sorge um ihn ist letztlich die Sorge eines Unternehmers um sein Unternehmen.“

## Ausgaben
- Sämtliche Erzählungen. Herausgegeben von Paul Raabe, Fischer-Taschenbuch-Verlag, Frankfurt am Main und Hamburg 1970, ISBN 3-596-21078-X.
- Die Erzählungen. Herausgegeben von Roger Hermes, S. Fischer Verlag, Frankfurt a. M., 1997, ISBN 3-596-13270-3.
- Nachgelassene Schriften und Fragmente 2. Herausgegeben von Jost Schillemeit, Fischer, Frankfurt am Main 1992, S. 516–524 u. 534–541.

## Sekundärliteratur
- Peter-André Alt: Franz Kafka. Der ewige Sohn. Beck, München 2005. ISBN 3-406-53441-4
- Manfred Engel: Kleine nachgelassene Schriften und Fragmente 3. In: Manfred Engel, Bernd Auerochs (Hrsg.): Kafka-Handbuch. Leben – Werk – Wirkung. Metzler, Stuttgart, Weimar 2010, ISBN 978-3-476-02167-0, S. 343–370, bes. 360 f. u. 369.
- Bettina von Jagow und Oliver Jahraus: Kafka-Handbuch. Leben-Werk-Wirkung. Vandenhoeck& Ruprecht, 2008, ISBN 978-3-525-20852-6.